# ضحايا حلال
مسلسل ضحايا حلال هو مسلسل سعودي من بطولة سناء بكر يونس وخالد صقر وميلا الزهراني والعنود سعود وغيرهم، ومن تأليف نور الشيشكلي وإخراج أحمد مدحت.
يسلط العمل الضوء على القضايا الاجتماعية كاشفاً الكثير من الخبايا والأسرار. تدور الأحداث حول خمس فتيات ينحدرن من بيئات وطبقات اجتماعية مختلفة تعرضن لظروف قاسية ولم يجدن ملاذاً سوى طريق أم نورا التي أقنعتهن أن سبيل الخلاص الوحيد هو زواج المسيار الذي تديره وفقاً لشروطها. وبعد أن توهمهن أن الغاية هي حمايتهن، يجدن أنفسهن وقد تحولن إلى ضحايا.
وقد أوقف عرض المسلسل بأمر من الهيئة العامة للإعلام المرئي والمسموع في السعودية بعد عرض حلقات من المسلسل، وذكرت الهيئة في بيان الإيقاف أن سببه هو «عدم إجازة المسلسل من الهيئة»، و«عدم مراعاة ضوابط المحتوى الإعلامي، ما يعد مخالفة لنظام الإعلام المرئي والمسموع».

## الممثلون
يُشارك في المسلسل عددٌ من الممثلين، ومنهم:
- سناء بكر يونس
- خالد صقر
- ميلا الزهراني
- العنود سعود
- نسرين الراضي
- ايدا
- لين غره
- سعيد صالح
- بدر اللحيد

## وصلات خارجية
- ضحايا حلال على موقع قاعدة بيانات الأفلام العربية